# 祖谷溪
33°54′22.7″N 133°48′48.4″E / 33.906306°N 133.813444°E
祖谷溪，也稱作祖谷谷或祖谷溪谷，是一段位在日本德島縣三好市祖谷川沿岸的峡谷，全長約10公里；由於兩岸植被茂盛，峽谷擁有數十公尺到100公尺的高低落差，具有與外隔絕的深山幽谷景觀，被列為德島88景，也與岐阜縣的白川鄉、宮崎縣的椎葉村一同被列為日本三大秘境。全境皆屬於劍山國定公園，特產為祖谷蕎麥麵，並有祖谷溫泉及新祖谷溫泉兩個溫泉。
12世紀末的源平合戰中，平家在屋島之戰戰敗後，傳說有許多平家落人逃至此地避難。
由於祖谷溪水位容易暴漲，加上兩岸地勢陡峭，在過去難以建設固定的橋樑，因此發展出蔓橋，現在在祖谷溪的西祖谷山村地區和東祖谷各有一座蔓橋。祖谷溪蔓橋被選為日本百名橋。

## 相關圖片

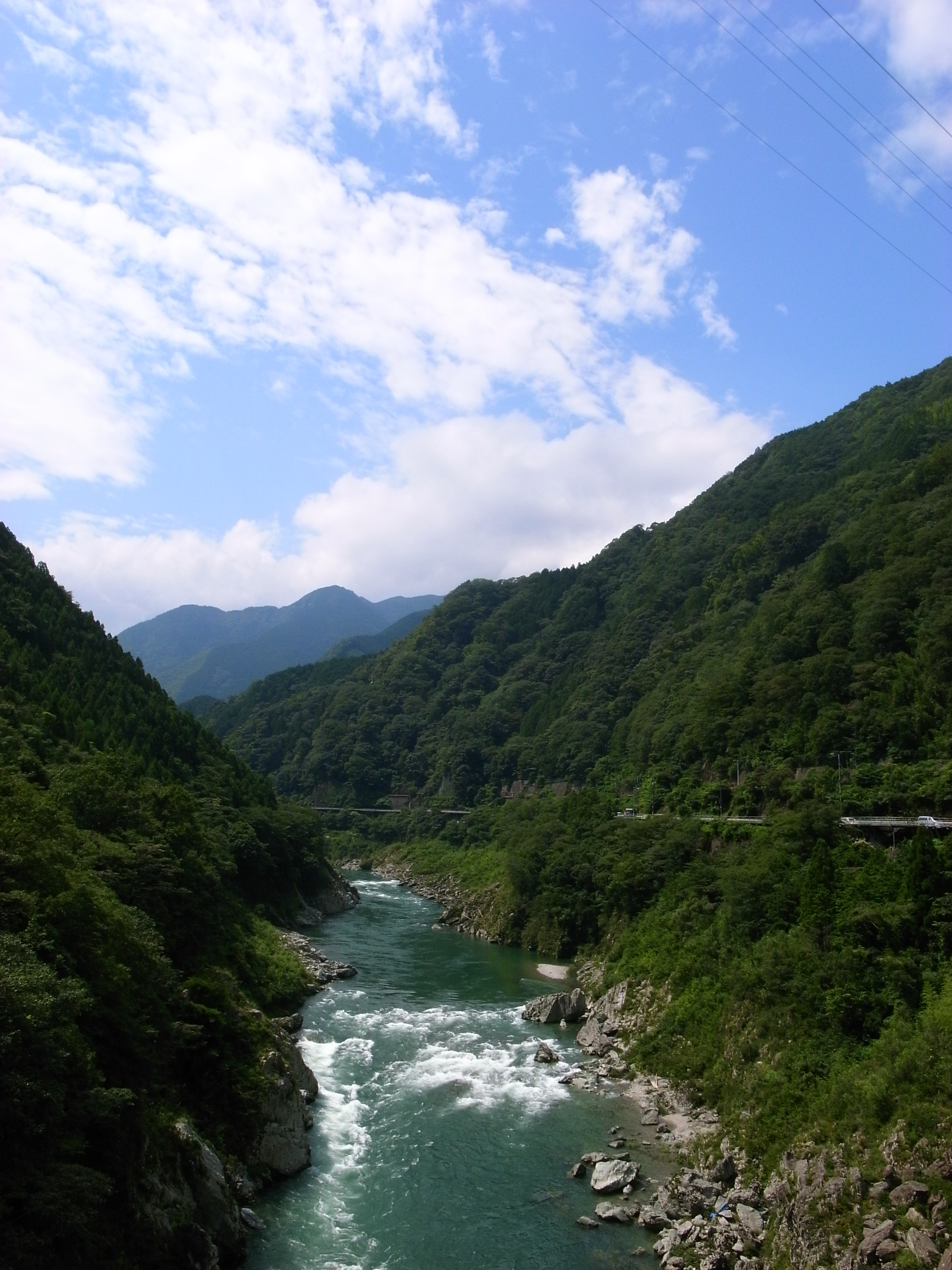
祖谷溪
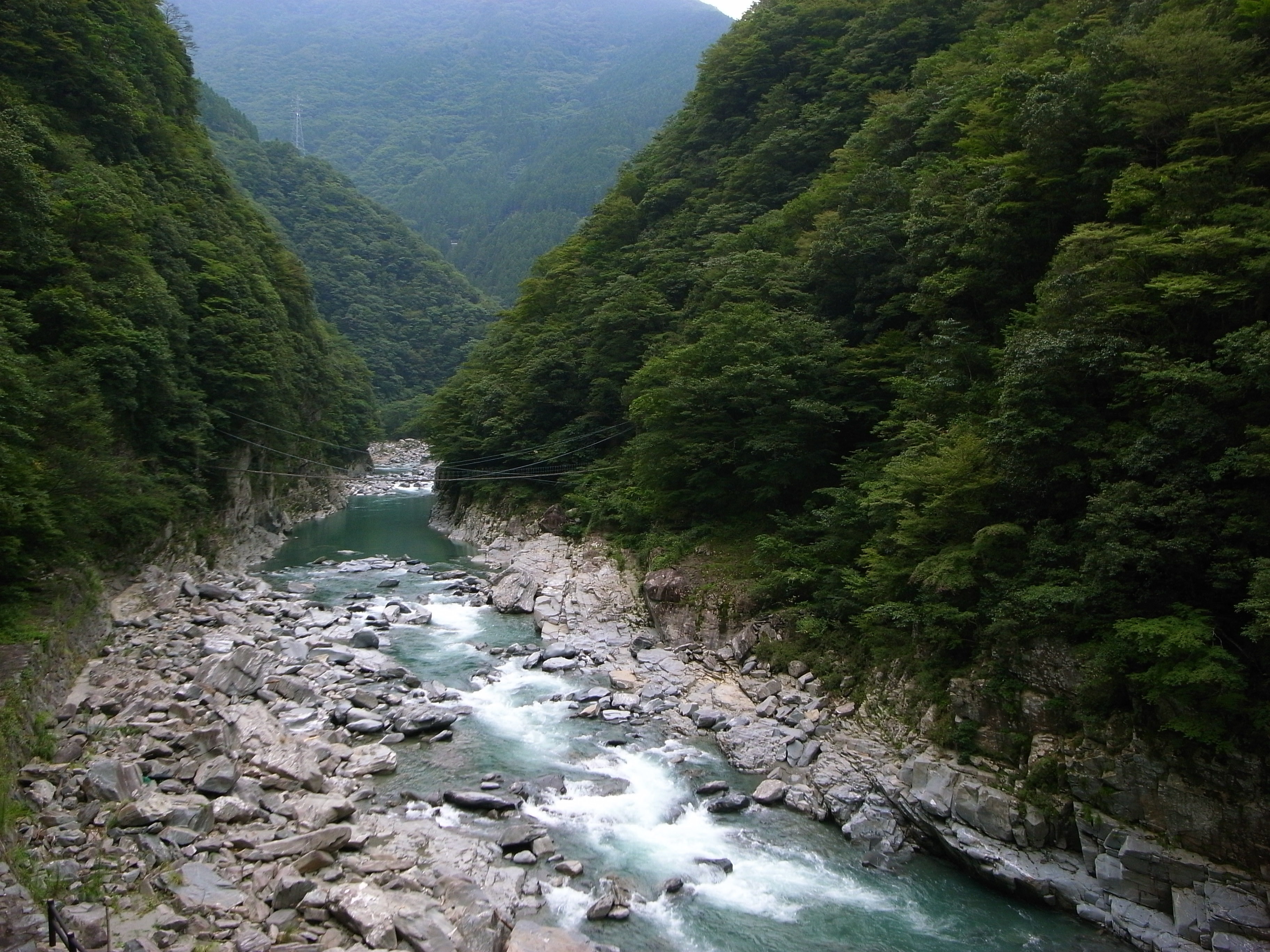
祖谷溪
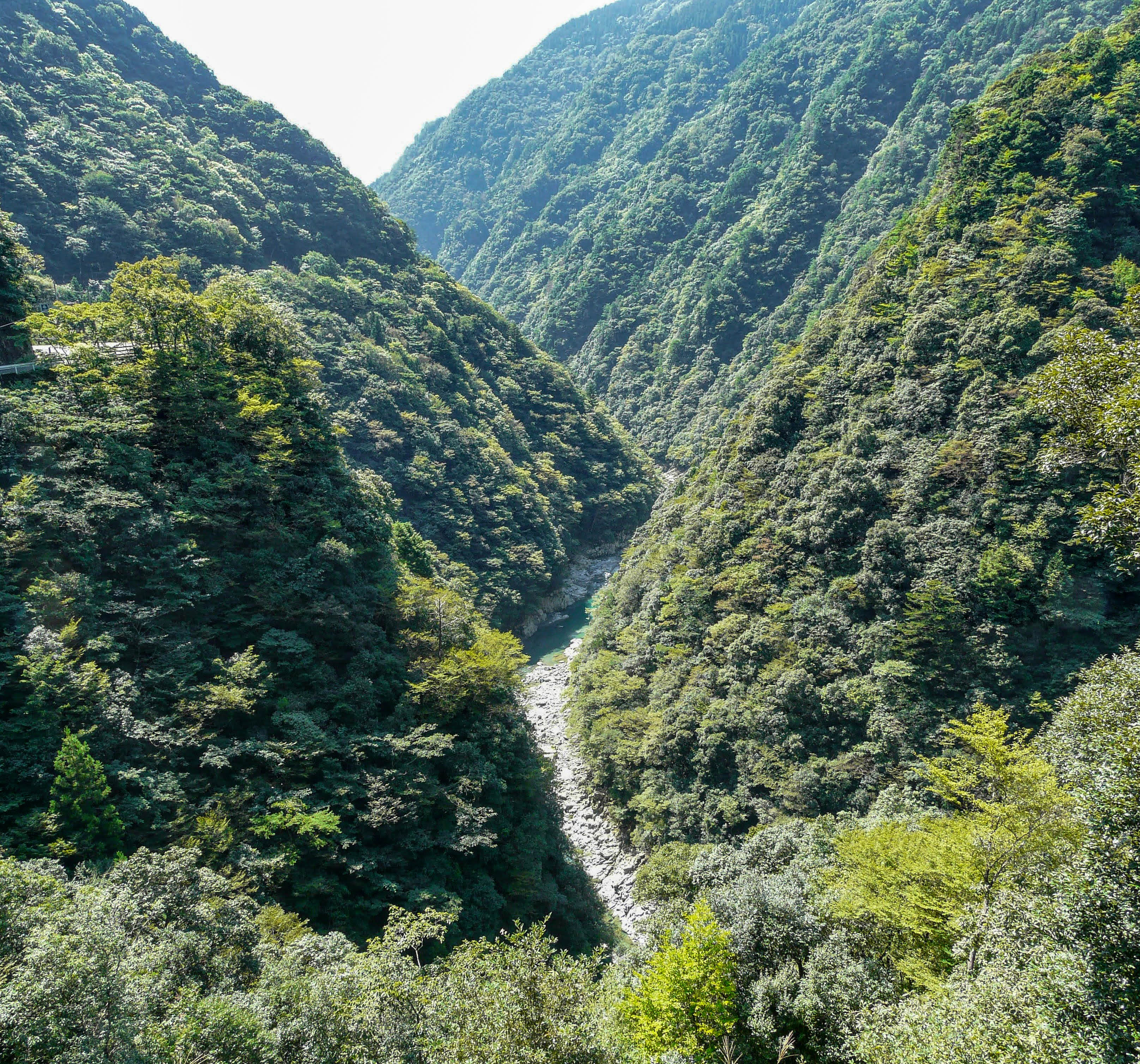
祖谷溪
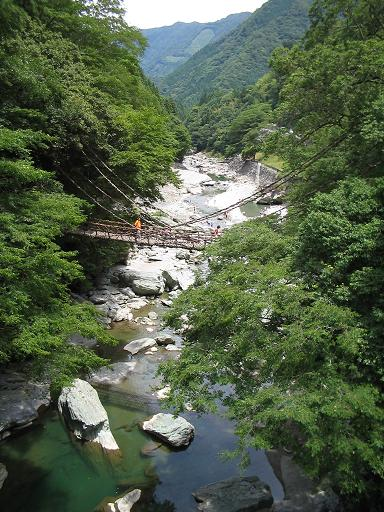
蔓橋與祖谷溪